# 大猶太會堂 (特爾古穆列什)

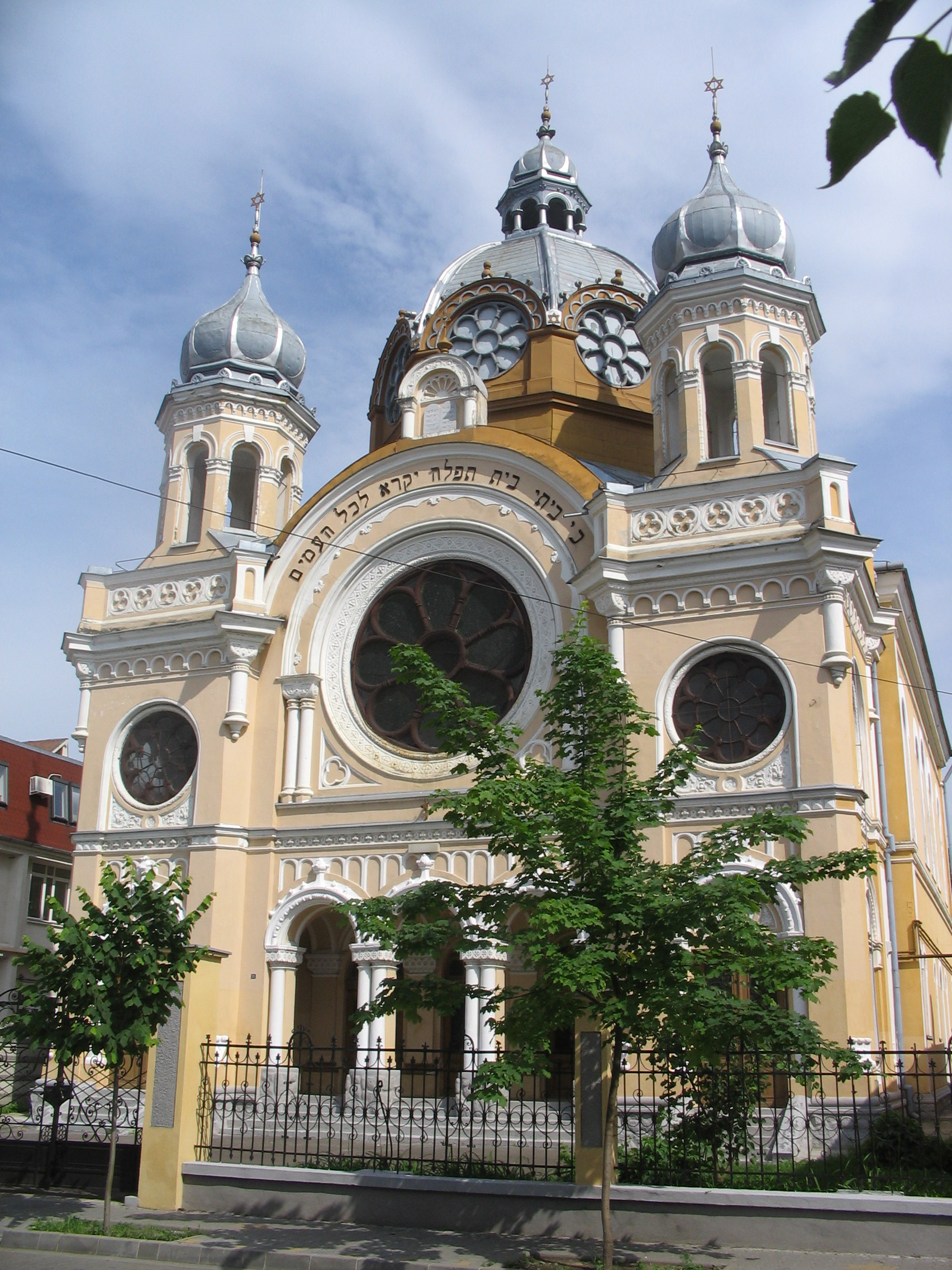

特爾古穆列什大猶太會堂（Great synagogue）是羅馬尼亞城市特爾古穆列什的一座猶太會堂。這座猶太會堂的歷史可以追溯至奧匈帝國時期，修建於1899年至1900年。2004年，這座建築被列入穆列什縣的歷史紀念碑。

## 外部連結
- （羅馬尼亞語）:  Website for the Targu Mureș synagogue （页面存档备份，存于）
- （羅馬尼亞語）: Cuvântul Liber: Statistica evreilor din județul Mureș （页面存档备份，存于） (Statistics related to Jews in Mureș County); 20 avril 2007

46°32′43″N 24°33′29″E / 46.5453°N 24.5581°E